# Bilal Ag Acherif
Bilal Ag Acherif (Kidal, 1977) è un politico maliano, attuale segretario generale del MNLA e già presidente dell'autoproclamato stato dell'Azawad.

## Biografia
Il 26 giugno 2012 viene ferito durante gli scontri tra le truppe del Movimento Nazionale di Liberazione dell'Azawad e il movimento islamista Movimento per l'Unicità e il Jihad nell'Africa Occidentale. Secondo il portavoce del MNLA, viene poi portato in Burkina Faso per curarsi.
Il 23 novembre 2012, Bilal Ag Acherif viene ricevuto a Parigi da diversi diplomatici francesi, nel febbraio del 2014 è stato ricevuto in Marocco dal Re Muhammad VI. Poi chiede alla comunità internazionale un sostegno materiale per la lotta contro i terroristi islamisti AQMI e MUJAO.